# Бук, Тони
Энтони Кит Бук (англ. Anthony Keith Book; 4 сентября 1934, Бат — 13 января 2025) — английский футболист и тренер.
Бук провёл начало своей карьеры в низших лигах, играя за клуб из своего родного города, «Бат Сити». Затем он переехал в Канаду играть за «Торонто Сити», позже вернулся в Англию, став игроком «Плимут Аргайл». В возрасте 31 года он присоединился к клубу Первого дивизиона, «Манчестер Сити», где стал капитаном. При Буке в качестве капитана «Манчестер Сити» выиграл четыре трофея, он был наиболее титулованным капитаном «Манчестер Сити», пока его не превзошёл Венсан Компани. Бук был тренером «Манчестер Сити» с 1974 по 1979 год, затем занимал различные должности в тренерском штабе клуба до 1996 года.

## Ранние годы
Тони Бук родился в Бате, но когда ему было четыре года, его семья переехала в Индию, так как его отец, офицер пехоты дивизии Сомерсет Лайт, проходил службу за рубежом. Во время Второй мировой войны отец Бука служил в Бирме, а сам Бук жил с матерью и братьями в армейских бараках в таких городах Британской Индии, как Мумбаи и Мултан. В сентябре 1945 года семья Бука вернулась в Англию. Тони начал учиться в одной из средних школ Бата и получил свой первый опыт участия в футбольных соревнованиях, когда был отобран для игры в детских сборных Бата и Сомерсета.

## Любительская карьера
После окончания школы в 16 лет Бук стал учеником каменщика и играл в футбол на любительском уровне на позиции нападающего за «Писдаун Майнерс», пока не был призван на воинскую службу в 1952 году. Во время игры за команду армии Бук переквалифицировался в защитника и приходил на просмотр в «Челси», куда его порекомендовал товарищ по армейской команде, Фрэнк Бланстоун, но Бук не был принят в клуб. После завершения армейской службы Бук вернулся к своей работе в Бате и начал играть за «Фрум Таун». В сезоне 1955/56 «Фрум» испытывал финансовые трудности, и руководство сообщило всем игрокам, что они могут уйти из клуба, если пожелают. Бук рассказал об этом коллеге по работе, который играл за «Бат Сити» из Южной Футбольной лиги. Он, в свою очередь, сообщил председателю «Бата», и Бук подписал контракт с клубом в январе 1956 года. Он провёл семь с половиной лет в «Бате», за это время он стал капитаном клуба и выиграл Южную лигу в 1960 году (отрыв от второй команды, «Оксфорд Юнайтед», составил 13 очков). В межсезонье 1962 года тренером «Бата» стал Малкольм Эллисон, под руководством которого Бук и провёл свои последние годы в клубе.
Когда в конце сезона 1962/63 Эллисон получил предложение тренировать клуб из Канады, «Торонто Сити», он взял с собой Бука. Хотя Эллисон покинул клуб через короткое время, чтобы работать тренером в «Плимут Аргайл», Бук оставался в клубе три месяца, за это время он выиграл Восточную канадскую лигу и был признан лучшим крайним защитником в Канаде.

## Профессиональная карьера

### «Плимут Аргайл»
По возвращении в Англию Бук подписал контракт с «Плимутом» Эллисона на сумму 1500 фунтов стерлингов. Также Бук в возрасте 30 лет дебютировал в Футбольной лиге Англии, хотя в «Плимуте» считали, что ему 28 — Эллисон посоветовал Буку подделать свидетельство о рождении, так как думал, что совет директоров «Плимута» не заплатит £1500 за 30-летнего. В сезоне 1964/65 команда до последних туров боролась за выживание во Втором дивизионе. Набрав равное число очков с «Гримсби Таун», клубу удалось избежать понижения в лиге благодаря лучшей разнице забитых и пропущенных мячей. Тем не менее, в следующем сезоне клуб впервые в своей истории вышел в полуфинал Кубка Лиги, где по сумме двух матчей проиграл со счётом 4:2 «Лестер Сити».

### «Манчестер Сити»
Спустя два года, после 81 матча за «Плимут» Бук снова последовал за Малкольмом Эллисоном, на этот раз в «Манчестер Сити». Трансферная стоимость футболиста выросла до £17 000. Тренер Джо Мерсер сначала не хотел тратить такую сумму за игрока старше 30 лет. Но Эллисон убедил его, отметив, что у Мерсера пик карьеры наступил в том же возрасте, когда он перешёл из «Эвертона» в «Арсенал» в возрасте 32 лет.
Бук прогрессировал под руководством Мерсера и Эллисона. Он дебютировал за «Манчестер Сити» в матче открытия сезона 1966/67, была зафиксирована ничья 1:1 с «Саутгемптоном», Бук стал игроком основного состава команды. В своём первом сезоне в клубе он пропустил только одну игру, став лауреатом титула Игрок года «Манчестер Сити» в сезоне, в котором клуб учредил эту награду.
В межсезонье 1967 года, после трансфера капитана команды, Джонни Кроссана, в «Мидлсбро» капитанская повязка перешла Буку, тогда же товарищи по команде дали ему прозвище «Прыжок». Его первый сезон в качестве капитана был достаточно успешным, он привёл «Манчестер Сити» к их второму чемпионству и играл в каждом матче. Травма ахиллова сухожилия вывела Бука из строя на первые четыре месяца 1968/69 сезона, но он вернулся в команду во время начала кампании в кубке Англии. За неделю до финала кубка 1969 года Бук был признан футболистом года в Англии, разделив награду с Дейвом Макаем. В следующую субботу «Манчестер Сити» сыграл с «Лестер Сити» в финале кубка Англии. «Мансити» выиграл со счётом 1:0, и капитан Бук поднял трофей.
В следующем сезоне «Сити» стал первой командой, выигравшей европейский и британский трофей в одном сезоне: Кубок обладателей кубков УЕФА и Кубок Футбольной лиги. В финале КОК «Сити» встретился с польским «Гурник Забже», англичане выиграли со счётом 2:1, Бук в том матче был капитаном и отыграл все 90 минут. На пути к победе в Кубке Лиги «Мансити» в полуфинале с общим счётом 4:3 одержал победу над принципиальным соперником, «Манчестер Юнайтед». В финале соперником был «Вест Бромвич Альбион», который усилиями Джеффа Асла открыл счёт ещё в начале матча, Майк Дойл помог манкунианцам перевести игру в дополнительное время, где команде победу принёс Глин Пардоу. В сентябре 1970 года Бук участвовал в Англо-итальянском кубке лиги, где его команда встретилась с «Болоньей». Итальянцы с минимальным счётом выиграли первый матч, во втором была зафиксирована ничья 2:2. Бук ушёл из футбола в 1974 году, передав капитанскую повязку Колину Беллу. Он сыграл в 242 матчах Футбольной лиги за «Ман Сити» и стал самым успешным капитаном клуба по числу выигранных во время его капитанства выигранных трофеев.

## Стиль игры
Бук был примечателен тем, что он был, вероятно, единственным игроком, способным нейтрализовать Джорджа Беста, когда тот был на пике своей карьеры. Многие защитники пытались отбирать мяч у Беста, атакуя первыми, в основном потому, что на них давил авторитет игрока «Манчестер Юнайтед». Бук, будучи достаточно быстрым для своего возраста, всегда позволял Бесту сделать первое движение. Бест зачастую останавливался и пытался сделать несколько финтов, а Бук не пускал его на ударную позицию. Бук был также известен своим футбольным мышлением. Часто он бежал бок о бок с противником, прося дать пас, таким образом он заставлял соперника добровольно отдать мяч. Бест позднее признал Бука одним из лучших крайних защитников в мире.

## Тренерская карьера
В ноябре 1973 года тренер «Манчестер Сити», Джонни Харт, ушёл в отставку из-за плохого состояния здоровья, а Бук стал исполняющим обязанности главного тренера и позже был назначен помощником Рона Сондерса, который занял вакантный пост. Через год Бук завершил игровую карьеру, чтобы сконцентрироваться на тренерской работе. Сондерс был уволен менее чем через шесть месяцев, а Бук снова взял на себя роль «и. о.» и через одну игру был назначен постоянным тренером. Первой знаменательной победой Бука как тренера было выигранное с минимальным счётом манчестерское дерби, гол ударом пяткой забил Денис Лоу. В первом полном сезоне Бука как тренера клуб занял восьмое место, превзойдя результат предыдущего сезона, когда команда финишировала 14-й. В 1976 году клуб Бука выиграл финал Кубка Лиги, победив в финале со счётом 2:1 «Ньюкасл Юнайтед». Таким образом, он стал первым человеком, выигравшим турнир и как игрок, и как тренер. Бук оставался тренером до 1979 года, когда был заменён своим бывшим наставником, Малкольмом Эллисоном. Затем он продолжал служить клубу, занимая поочерёдно нескольких других должностей до 1997 года, в том числе снова был исполняющим обязанности в 1989 и 1993 годах. В 1997 году он присоединился к «Хаддерсфилд Таун» как главный скаут Брайана Хортона.
На данный момент Бук на пенсии, но занимает две символические должности: он является почётным президентом «Манчестер Сити» и пожизненным президентом Официального клуба болельщиков «Манчестер Сити». Он был включён в Зал славы «Манчестер Сити» в январе 2004 года.

## Статистика

### Клубная
| Сезон   | Клуб           | Дивизион | Лига | Лига | Кубок | Кубок | Кубок лиги | Кубок лиги | Еврокубки | Еврокубки | Прочие | Прочие | Всего | Всего |
| Сезон   | Клуб           | Дивизион | Игры | Голы | Игры  | Голы  | Игры       | Голы       | Игры      | Голы      | Игры   | Голы   | Игры  | Голы  |
| ------- | -------------- | -------- | ---- | ---- | ----- | ----- | ---------- | ---------- | --------- | --------- | ------ | ------ | ----- | ----- |
| 1966/67 | Манчестер Сити | Первый   | 41   | 0    | 6     | 0     | 2          | 0          | -         | -         | -      | -      | 49    | 0     |
| 1967/68 | Манчестер Сити | Первый   | 42   | 1    | 4     | 0     | 4          | 1          | -         | -         | -      | -      | 50    | 2     |
| 1968/69 | Манчестер Сити | Первый   | 15   | 0    | 6     | 0     | 0          | 0          | 0         | 0         | -      | -      | 21    | 0     |
| 1969/70 | Манчестер Сити | Первый   | 38   | 0    | 2     | 0     | 7          | 0          | 9         | 0         | 1      | 0      | 57    | 0     |
| 1970/71 | Манчестер Сити | Первый   | 34   | 2    | 3     | 0     | 1          | 0          | -         | -         | -      | -      | 46    | 2     |
| 1971/72 | Манчестер Сити | Первый   | 40   | 1    | 2     | 0     | 2          | 0          | -         | -         | -      | -      | 45    | 1     |
| 1972/73 | Манчестер Сити | Первый   | 30   | 0    | 5     | 0     | 2          | 0          | -         | -         | -      | -      | 39    | 0     |
| 1973/74 | Манчестер Сити | Первый   | 4    | 0    | -     | -     | -          | -          | -         | -         | -      | -      | 7     | 0     |
| Итого   | Итого          | Итого    | 244  | 4    | 28    | 0     | 18         | 1          | 9         | 0         | 1      | 0      | 300   | 5     |

### Тренерская
| Команда        | Страна | С               | До              | Результаты | Результаты | Результаты | Результаты | Результаты |
| Команда        | Страна | С               | До              | И          | В          | Н          | П          | % побед    |
| -------------- | ------ | --------------- | --------------- | ---------- | ---------- | ---------- | ---------- | ---------- |
| Манчестер Сити | Англия | 23 октября 1973 | 22 ноября 1973  | 7          | 2          | 3          | 2          | 028,57     |
| Манчестер Сити | Англия | 12 апреля 1974  | Июль 1979       | 269        | 114        | 75         | 80         | 042,38     |
| Манчестер Сити | Англия | 9 октября 1980  | 16 октября 1980 | 1          | 0          | 0          | 1          | 000,00     |
| Манчестер Сити | Англия | 29 ноября 1989  | 5 декабря 1989  | 3          | 0          | 0          | 3          | 000,00     |
| Манчестер Сити | Англия | 27 августа 1993 | 27 августа 1993 | 1          | 0          | 1          | 0          | 000,00     |
| Итого          | Итого  | Итого           | Итого           | 281        | 116        | 79         | 86         | 041,28     |

## Достижения
Манчестер Сити (как игрок и тренер)
- Кубок обладателей кубков УЕФА

- Победитель: 1970

- Первый дивизион

- Чемпион: 1967/68
- 2-е место: 1976/77

- Кубок Англии

- Победитель: 1969

- Кубок Футбольной лиги

- Победитель: 1970, 1976

- Суперкубок Англии

- Победитель: 1972
- Участник: 1969, 1973

- Англо-итальянский кубок лиги

- Участник: 1971

- Футболист года в Англии по версии АФЖ: 1969 (совместно с Дейвом Макаем)

## Вне футбола
Брат Тони Бука, Ким, был вратарём «Борнмута», «Нортгемптон Таун», «Мансфилд Таун» и «Донкастер Роверс»; а после окончания карьеры тренировал «Уэстон-сьюпер-Мэр». Племянник Тони, Стив Бук, был также вратарём и играл в основном за «Челтнем Таун», где и завершил карьеру в 2012 году.
В 2004 году Тони Бук вместе с Дэвидом Клейтоном издал автобиографию, в которой описал свою карьеру игрока и тренера. В библиоинформации книги также высказана особая благодарность товарищу Бука по команде, Колину Беллу.
Тони Бук умер 13 января 2025 года в возрасте 90 лет.